# Bataille de Mir
Pour les articles homonymes, voir Mir.
Sixième Coalition
Batailles
Campagne de Russie (1812)
- Liste des batailles
- Mir
- Moguilev
- Ostrovno
- Vitebsk
- Kliastitsy
- Smolensk
- 1re Polotsk
- Valoutina Gora
- Moskova
- Moscou
- Winkowo
- 2e Polotsk
- Maloïaroslavets
- Gorodnia
- Czaśniki
- Viazma
- Smoliani
- Krasnoï
- Bérézina

Campagne d'Allemagne (1813)
- Dantzig
- Lunebourg
- Möckern
- Lützen
- Bautzen
- Reichenbach
- Haynau
- Luckau
- Hoyerswerda
- Lauenbourg
- Goldberg
- Gross Beeren
- Katzbach
- Dresde
- Kulm
- Dennewitz
- Peterswalde
- Liebertwolkwitz
- Leipzig
- Hanau
- Sehested
- Torgau
- Hambourg

Campagne de France (1814)
- Sainte-Croix-en-Plaine
- Besançon
- Mayence
- Metz
- Saint-Avold
- 1re Saint-Dizier
- Brienne
- La Rothière
- Campagne des Six-Jours (Champaubert
- Montmirail
- Château-Thierry
- Vauchamps)
- Mormant
- Montereau
- Bar-sur-Aube
- Saint-Julien
- Laubressel
- Berry-au-Bac
- Craonne
- Coutures
- Laon
- Soissons
- Mâcon
- Reims
- Saint-Georges-de-Reneins
- Limonest
- Arcis-sur-Aube
- Fère-Champenoise
- 2e Saint-Dizier
- Meaux
- Claye
- Villeparisis
- Paris

- Feistritz
- Caldiero (en)
- Trieste
- Mincio

- Hoogstraten (de)
- Anvers
- Berg-op-Zoom
- Courtrai

La bataille de Mir est un affrontement mineur qui a lieu le 10 juillet 1812, au début de la campagne de Russie. Les Russes y battent un corps de l’armée polonaise. Les Russes présentèrent la bataille comme leur première victoire.
Le combat voit s’affronter des unités de la 2e armée de l’ouest commandée par Piotr Bagration côté russe et celles de Jérôme Bonaparte côté français.

## Prélude et déroulement de la bataille
Les forces russes se trouvent alors à Nesvij pour se reposer pendant leur retraite. Bagration ordonne à l’ataman Matveï Platov, qui se trouve à Mir (Biélorussie), de contenir l’avance des troupes ennemies avec ses cosaques du Don (en tout cinq régiments et demi, soit 2 600 hommes).
Côté français, trois brigades de lanciers polonais sous les ordres d’Aleksander Rożniecki avancent sur Mir, où ils se heurtent aux cosaques. Les Polonais se battent furieusement à un contre deux pendant près de six heures, jusqu’à l’arrivée du général russe Kouteïnikov (ru) qui renverse le sort de la bataille. Les Polonais reculent dans Mir, mais l’arrivée du 4e régiment de chasseurs à cheval et de l’artillerie permet de protéger la retraite polonaise, tandis que Platov effectue un retrait tactique de Mir.

## Conséquences
Napoléon Ier tint son frère responsable de ce revers et décida quelques jours plus tard de le placer sous les ordres de Davout. Jérôme, humilié, quitta la Grande Armée le 16 juillet et rejoignit son royaume de Westphalie avec sa garde personnelle.